# 吉田和子 (政治家)
吉田 和子（よしだ かずこ、1949年5月6日- ）は、日本の政治家。元日本社会党衆議院議員（1期）。

## 経歴
- 新潟県出身。女子美術大学卒業後は高等学校美術教諭となる。
- 後に生協Eコープ組織委員や福祉団体代表も務めるようになる。
- 1990年2月　第39回衆議院議員総選挙に旧東京6区（定数4）から日本社会党公認で立候補し初当選（12人中3位、得票66441）。
  - 当時の日本社会党のマドンナ議員の1人。
- 1990年3月　社会党1年生議員のグループ「ニューウェーブの会」に参加。
- 党中央執行委員・党国民生活局長となる。
- 1992年2月　東京佐川急便事件起こる。東京地方検察庁特捜部は東京佐川急便の渡辺広康社長ら4人を特別背任容疑で逮捕。
- 1992年2月　1990年に東京佐川急便が吉田のパーティー券を500万円分購入していたことが発覚。ヤミ献金疑惑が浮上し、すべての党役職を辞任。
  - 衆議院議員時代は夫が秘書を務めていたが、東京佐川急便による吉田のパーティー券購入について吉田は「夫が勝手にやったこと」と苦しい弁明を行った。
- 1992年11月　東京佐川急便事件に関し社会党が竹下登元首相らの証人喚問を要求。これに対し自由民主党は東京佐川急便との不明朗な関係が取り沙汰されていた社会党参議院議員安恒良一（東京佐川急便との不明朗な関係から1992年3月に日本社会党を除名され、無所属）・多額の政治献金を受けていた社会党衆議院議員筒井信隆・吉田ら11名の野党議員の証人喚問を要求し対抗。結局安恒・吉田・筒井らは喚問されず。
- 1993年6月　第40回衆議院議員総選挙に旧東京6区から日本社会党公認で立候補したが、法定得票数を下回る惨敗を喫した（10人中8位、得票23760）。
  - 落選中は赤松広隆が結成した新派閥「デモクラッツ」に同調。1996年、社民党を経て民主党に入党。
- 1996年10月　第41回衆議院議員総選挙比例東京ブロックに民主党から名簿順位単独第11位で立候補するも落選。
- 1999年4月　自由民主党衆議院議員柿澤弘治の辞職（東京都知事選挙転出）に伴う衆議院議員補欠選挙に民主党公認で東京15区より立候補し次点で落選（3人中2位、得票53490）。
- 2001年6月　東京都議会議員選挙に江東区選挙区（定数4）から無所属で立候補し落選（7人中6位、得票12207）。
  - 都議選出馬に際し、「衆院補選出馬時に次期都議選での民主党の公認と支援を約束された」と主張し、公認申請もしていた。しかし民主党は旧日本新党出身で党支部幹事長の元都議大沢昇を公認し吉田を支援せず、東京・生活者ネットワークも大沢を推薦。吉田は民主党を離党し「無所属市民派」を名乗って立候補。さきがけ参議院議員中村敦夫・黒岩秩子の支援を受けるも落選。大沢も5位（得票19641）で落選し、民主党系候補は共倒れとなった。